# Pseudo-hermafroditismo
Pseudo-hermafroditismo é uma condição em que o indivíduo possui os órgãos genitais externos de um sexo e as gônadas (testículos ou ovários) do outro. A principal diferença entre o pseudo-hermafrodistimo e o hermafroditismo verdadeiro é que neste há gônadas de ambos os sexos, enquanto no pseudo-hermafroditismo as gônadas são de um único sexo, mas os genitais externos podem ser ambíguos ou do sexo oposto. No entanto, esse termo não é mais utilizado para se referir a seres humanos que nascem com características sexuais que não se enquadram nas noções tradicionais binárias de homem e mulher, tais como genitais, gônadas ou padrões cromossômicos, sendo o termo intersexo  mais adequado para se referir a essas pessoas. O termo hermafrodita entrou em desuso até mesmo para a medicina e biologia,  substituída pelos termos espécie dióica e espécie monóica.
Além disso, está cientificamente incorreto utilizar o termo ‘hermafrodita’ para designar pessoas, tendo em vista que o significado da palavra remete à corpos que possuem os aparelhos reprodutores masculinos e femininos em pleno funcionamento, ou seja, quando ambos produzem gametas e são capazes de se reproduzir. Na espécie humana não existe nenhum indivíduo que possui a capacidade de se reproduzir com o aparelho reprodutor masculino e feminino, portanto, não existem pessoas hermafroditas.
O termo hermafrodita para designar pessoas é lido como pejorativo e reforça estereótipos negativos. Segundo a ONU Direitos Humanos, o termo hermafrodita assume um caráter limitante no próprio campo da ciência, tendo em vista que promove ideias erradas sobre a aparência e reprodutibilidade de pessoas intersexo. Segundo a Organização das Nações Unidas, há uma estimativa de que entre 0,05% e 1,7% da população global é intersexo, ou seja, aproximadamente 272.817.965 pessoas.
Quando há um testículo e um ovário, desenvolve-se um vaso deferente no lado do testículo e uma trompa do lado oposto. Caso haja dois ovotéstis, a genitália é inteiramente feminina, o que também acontece se houver um ovotestis e uma gônada.
Em 70% dos casos, os genitais externos têm tendência de masculinização. Dessa maneira, são criados como garotos, embora geralmente apresentem anomalias como hipospadia e criptorquidismo; quando jovens, apesar de serem psicossocialmente meninos, muitas vezes apresentam menstruação e ginecomastia, o que leva à descoberta da anomalia quando os indivíduos chegam na puberdade.
Se crescerem como meninas, geralmente apresentarão na puberdade crescimento excessivo do clitóris (Clitoromegalia), falta de menstruação e tendência a desenvolver o corpo mais cedo.
Grande parte dos hermafroditas apresentam cariótipo feminino, sendo os demais cromossomicamente masculinos ou, então, mosaicos, ou seja, indivíduos que têm tipos diferentes de células, algumas masculinas e outras femininas.

## Causa
As causas do pseudo-hermafroditismo variam de acordo com o sexo biológico do indivíduo. As principais causas em pessoas com características sexuais preponderantemente femininas são: hiperplasia adrenal congênita , uso de anticoncepcionais com progestagênios durante a gravidez e tumores produtores de hormônios andrógenos. Já no caso das pessoas com características sexuais preponderantemente masculinas, as principais causas são: Síndrome da insensibilidade androgênica e Deficiência de testosterona.
Num caso de mosaicismo existe a hipótese de que tenha havido dispermia, isto é, um espermatozoide fecundou o óvulo e outro fecundou um corpúsculo polar, criando os dois zigotos.
O pseudo-hermafroditismo masculino afeta uma em cada 150 mil gravidezes o feto com cariótipo XY. Isto deve-se ao facto de os testículos não terem descido enquanto feto porque este é imune a testosterona. Essa condição ocorre devido à síndrome de insensibilidade completa aos andrógenos, na qual o organismo é incapaz de responder à testosterona produzida pelos testículos durante o desenvolvimento fetal. Como resultado, os testículos não descem, e o desenvolvimento das características sexuais externas segue um padrão feminino. Externamente, a genitália aparenta ser feminina, com a presença de uma estrutura semelhante a uma vagina.

## Pseudo-Hermafroditismo Masculino
O pseudo-hermafroditismo masculino implica a presença de uma anomalia dos genitais externos, não de acordo com o sexo genético. Os indivíduos geralmente possuem cariótipo XY, cujas gônadas são constituídas por testículos e os genitais externos são a vulva e a vagina no momento do nascimento.
No entanto, têm testículos alojados ou na região inguinal ou, ainda, nos grandes lábios. Sua vagina é pequena e termina em fundo cego. São estéreis e não menstruam. A remoção dos testículos de um paciente não é recomendável, pois estes são uma fonte de estrógenos para essas pessoas. No entanto, os testículos têm a tendência de desenvolver tumores na idade adulta, sendo assim recomendável eliminá-los quando o desenvolvimento sexual já estiver completo.

## Pseudo-Hermafroditismo Feminino
Em casos como esse os indivíduos são, geralmente, de cromossomas XX e internamente óvulos, mas que exibem graus variados de masculinização da genitália externa.
A masculinização pode ter várias causas:
- Produção excessiva de andrógenos pelas supra-renais; é o que se denomina síndrome adrenogenital.[7]
- Andrógenos provenientes da placenta.[7]
- Andrógenos ingeridos pela gestante para evitar aborto.[7]

### Síndrome adrenogenital
A síndrome adrenogenital acontece da produção excessiva de andrógenos pelas supra-renais, os quais têm um efeito virilizante sobre o feto, não obstante o sexo. Sua causa é que derivados do colesterol formados antes do bloqueio das enzimas relacionadas com a síntese dos hormônios glicocorticóides das supra-renais, transformam-se em andrógenos, que são responsáveis pela masculinização do embrião.
Depois do nascimento, estes hormônios são responsáveis por uma sexualidade precoce que se manifesta através de crescimento físico acelerado na infância e pelo crescimento precoce dos órgãos genitais.
A anomalia ocorre devido a um gene autossômico recessivo e a sua incidência é de 1 em cada 25.000 nascimentos.

## Tratamento
Para evitar as mutilações em crianças e cirurgias desnecessárias em crianças intersexo, existe uma luta em defesa do direito à autodeterminação do gênero dessas pessoas. O conservadorismo médico antecipa alguns procedimentos cirúrgicos em crianças e no futuro muitas delas se identificam com uma identidade de gênero diferente da que lhe foi imposta.
No entanto, ainda existem dois procedimentos que são realizados em crianças intersexo: A reposição hormonal, com a prescrição de hormônios masculinos ou femininos; e as cirurgias plásticas nos órgãos sexuais externos.

É importante destacar que há cada vez mais uma preocupação ética no discurso da medicina para lidar com pessoas intersexo, de modo a repensar questões psicossociais e legais desses indivíduos, juntamente com a qualidade de vida dessas pessoas.